# Ніл Левіс
Ніл Левіс (англ. Neale Lavis, 11 червня 1930 — 6 жовтня 2019) — австралійський вершник і вершник.
Учасник Олімпійських Ігор 1960, 1964 років.